# Bálsamo de tigre

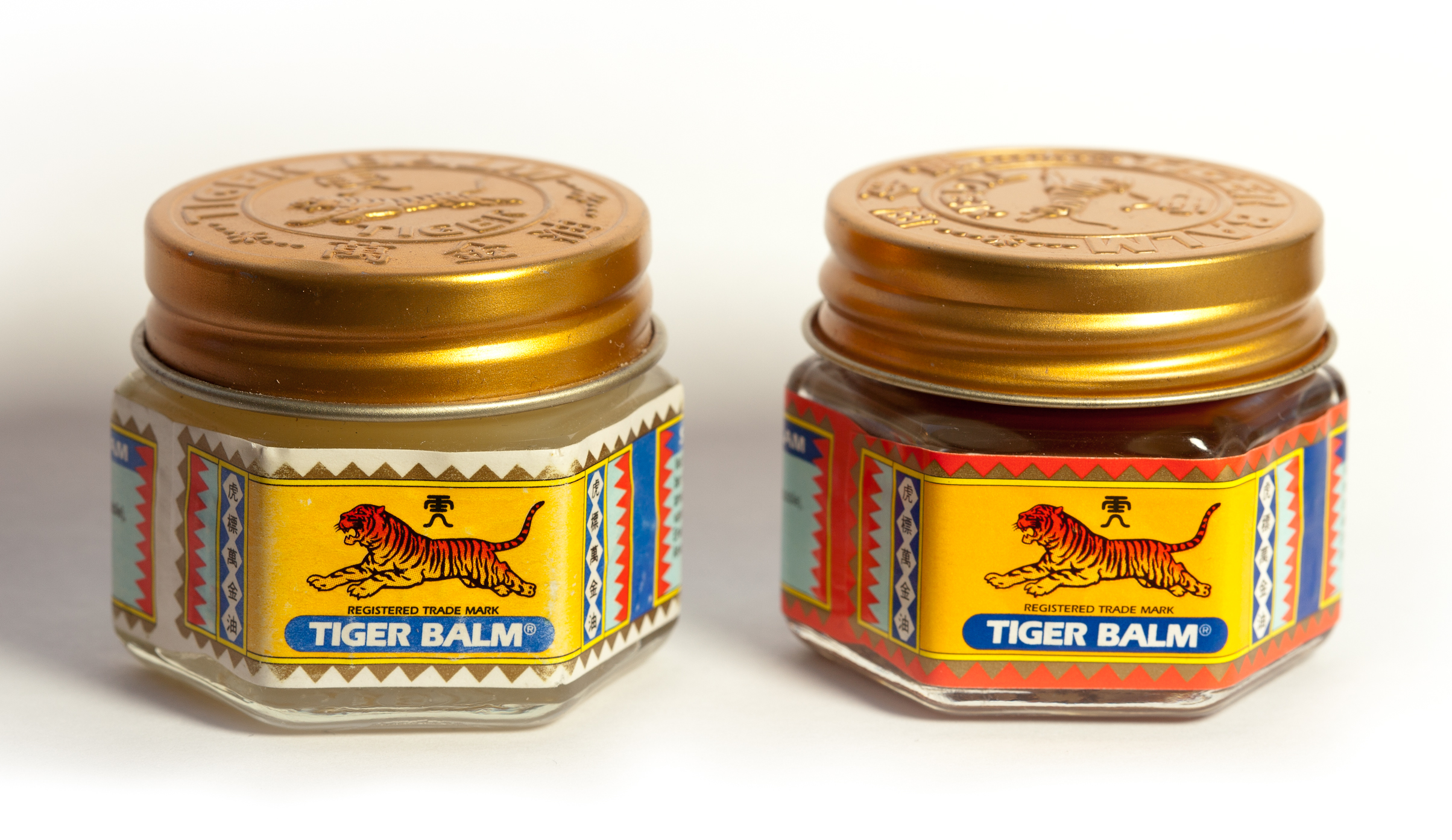
As duas variedades (branca e vermelha) de Tiger Balm.

Bálsamo de tigre ( chinês simples :虎标万金油 ; chinês tradicional :虎標萬金油 ; pinyin : 'hǔbiao wànjīnyóu') é uma pomada da farmacopeia chinesa conhecido e registrado sob o nome de "Tiger Balm". É um linimento de uso externo, utilizado como analgésico tópico devido ao uso de substâncias revulsivas como a cânfora, o mentol, entre outros, que apesar de não tratar a origem das dores, irá causar sensações de calor e de resfriamento que servem para "distrair" o cérebro e amenizar a dor.

## Composição e variedades
O bálsamo de tigre existe em diversas variedades, que derivam das duas principais :
- Bálsamo de Tigre Vermelho - contém óleo essencial de canela chinesa, o que confere ao bálsamo a sua cor vermelha. Proporciona sensação de calor na pele. Utilizado com massagem em casos de dores musculares e articulares e na fase preparação antes da prática de exercício físico ou como massagem de recuperação após[2][3].

- Bálsamo de Tigre Branco – utilizado principalmente no inverno. Proporciona sensação de resfriamento na pele. Serve principalmente para combater dores de cabeça através da sua aplicação nas têmporas, conforme tradição chinesa. Também é popular entre os esportistas por suas propriedades refrescantes, especialmente como uma massagem de recuperação pós-exercício[2][3].

## Casos de utilização
O bálsamo de tigre é utilizado nos seguintes casos  :
- dores musculares e articulares
- enxaquecas e dores de cabeça
- picadas de mosquito
- desobstrução das vias aéreas e tosse

## Contraindicação
O balsamo de tigre não deve ser usado em crianças de menos de 12 anos, mulheres grávidas ou em fase de amamentação, ou ainda em pessoas com histórico de convulsões, devido à neurotoxicidade da cânfora. 

## Comercialização
O balsamo de tigre é fabricado e distribuído pela Haw Par Corporation, que possui distribuidores exclusivos em vários países.